# Municipio de Osceola (Minnesota)
El municipio de Osceola (en inglés: Osceola Township) es un municipio ubicado en el condado de Renville en el estado estadounidense de Minnesota. En el año 2010 tenía una población de 158 habitantes y una densidad poblacional de 1,68 personas por km².

## Geografía
El municipio de Osceola se encuentra ubicado en las coordenadas 44°50′54″N 94°48′48″O / 44.84833, -94.81333. Según la Oficina del Censo de los Estados Unidos, el municipio tiene una superficie total de 94 km², de la cual 94 km² corresponden a tierra firme y (0 %) 0 km² es agua.

## Demografía
Según el censo de 2010, había 158 personas residiendo en el municipio de Osceola. La densidad de población era de 1,68 hab./km². De los 158 habitantes, el municipio de Osceola estaba compuesto por el 100 % blancos. Del total de la población el 0,63 % eran hispanos o latinos de cualquier raza.